# Col de Péterneille
Le col de Péterneille est un col de montagne pédestre frontalier des Pyrénées à  2 594 ou 2 601 mètres d'altitude entre le département français des Hautes-Pyrénées, en Occitanie, et la province espagnole de Huesca en Aragon, sur la frontière franco-espagnole.
Il relie la vallée du Marcadau en Lavedan à la vallée de Tena en Aragon.

## Géographie
Le col de Péterneille est encadré par la pointe de la Muga (2 727 m) à l'ouest et le Grand pic de Péterneille (2 764 m) à l'est. Il surplombe les lacs de Peterneilleau nord-est, le cirque de Bramatuero à l'ouest et l'ibón de Bramatuero Bajo au sud.
Il est situé entre le département des Hautes-Pyrénées en vallée de Saint-Savin, dans la vallée du Marcadau sur la commune de Cauterets, et celle de Tena (Panticosa) en Espagne.

### Hydrographie
Le col délimite la ligne de partage des eaux entre le bassin de l'Adour, qui se déverse dans l'Atlantique côté nord, et le bassin de l'Èbre, qui coule vers la Méditerranée côté sud.

## Protection environnementale
Le col est situé dans le parc national des Pyrénées.

## Voies d'accès
On y arrive côté français depuis le Pont d'Espagne (1 520 m) et la vallée du Marcadau au fond de laquelle se trouve le refuge Wallon (1 865 m). 
Côté espagnol par la vallée de Panticosa via le GR 11 depuis le refuge de Bramatuero ou le refuge de Bachimana Alto.